# Середньохозятово
Середньохозя́тово (рос. Среднехозятово, башк. Урта Хәжәт) — присілок у складі Чишминського району Башкортостану, Росія. Входить до складу Шингак-Кульської сільської ради.
Населення — 202 особи (2010; 201 в 2002).
Національний склад:
- башкири — 89 %

Стара назва — Середній Хозят.